# 桐生織物会館

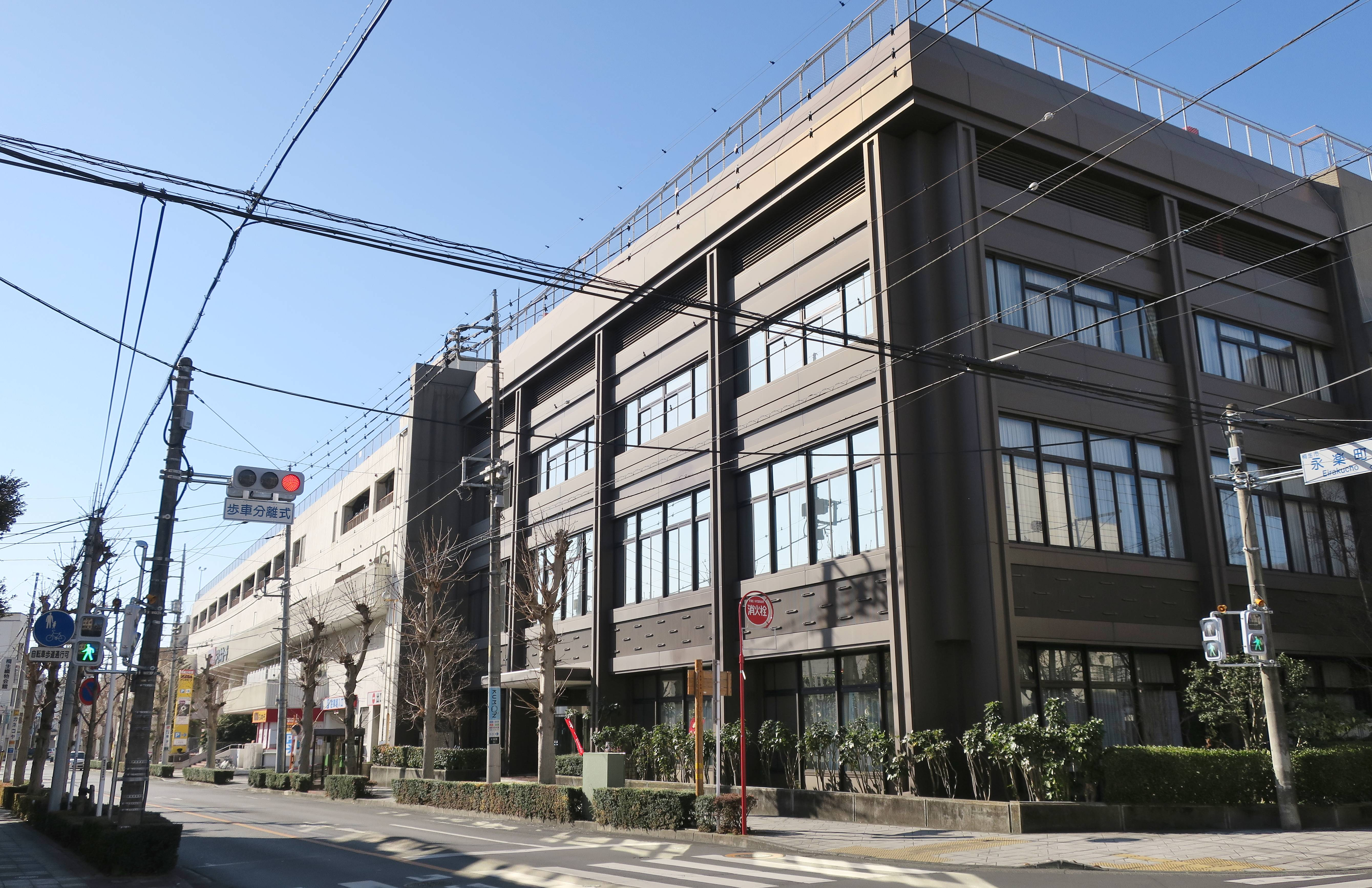
桐生織物会館

桐生織物会館（きりゅうおりものかいかん）は、群馬県桐生市永楽町にある産業会館である。運営は一般財団法人桐生織物会館が行なっている。

## 概要

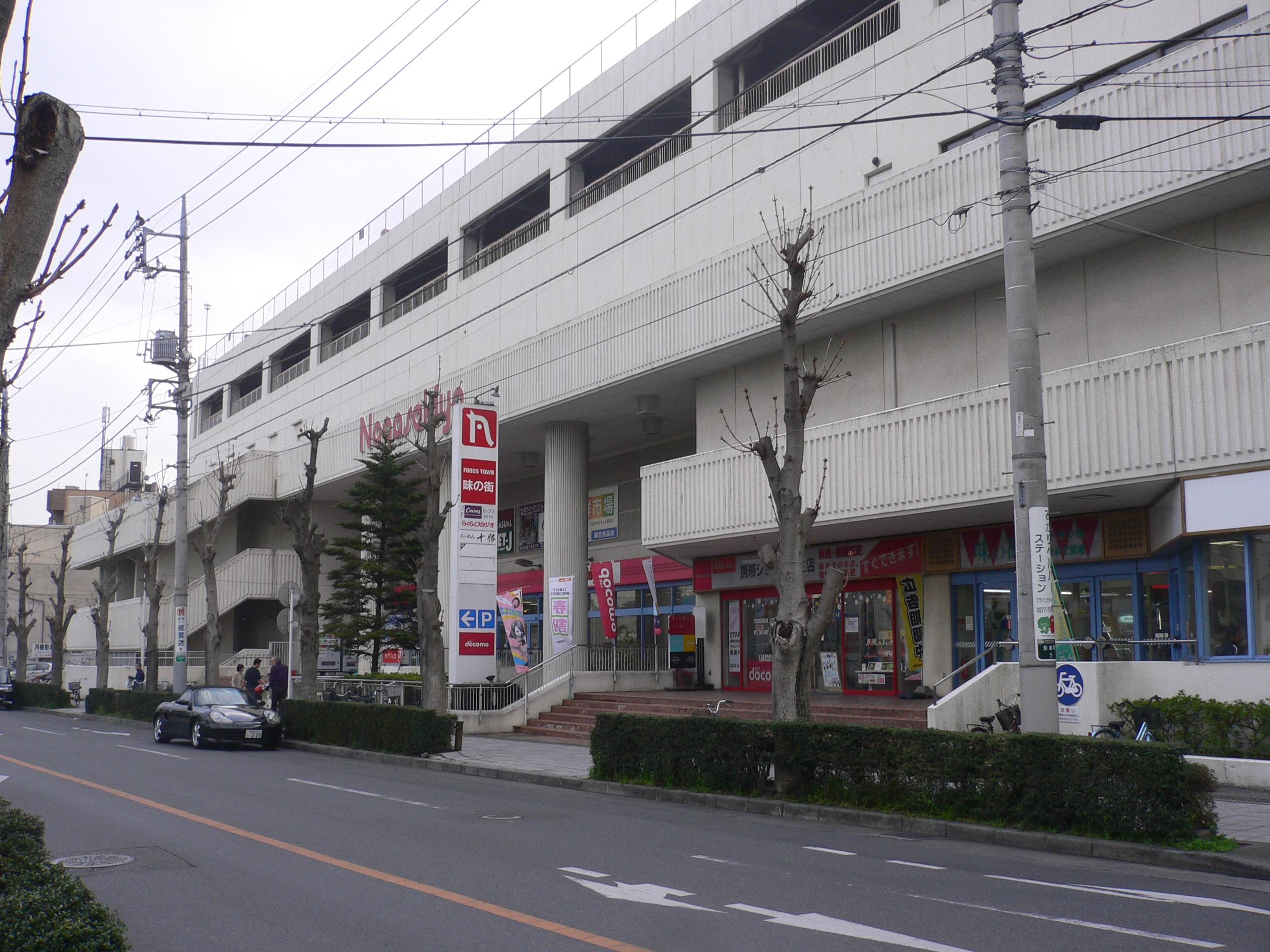
長崎屋桐生店（2010年4月撮影、現在のMEGAドン・キホーテ桐生店）

新館と旧館（記念館）からなり、織物業界の各団体が入居している。新川橋通りを挟んで西側が新館、東側が旧館である。新館の6室、旧館の2室が、展示・講演会場として利用されている。
新館は、MEGAドン・キホーテ桐生店と建物を共有している。本町六丁目にあった長崎屋桐生店が永楽町の輸出絹織物検査所の跡地に移転する際に共同建築として着工し、昭和57年（1982年）に長崎屋新店舗・織物会館新館が竣工した。桐生織物協同組合、桐生テキスタイル商業グループ、桐生織伝統工芸士会が入居している。

## 織物協同組合
桐生織物協同組合の源流を辿ると、明治11年（1878年）に設立された桐生会社に遡ることができる。桐生会社は不正品の取り締まりのための製品の検査を主な業務としており、明治18年（1885年）に桐生物産会社と改称した。桐生物産会社は明治19年（1886年）に海外の新技術の導入のため、桐生織物講習所を開設したが、物産会社の解散のため講習所は第一回の卒業生を送り出したのみで閉所された
その後、旧桐生物産会社は明治26年（1893年）に桐生商工業組合として再発足。桐生商工業組合は実業学校設立運動を推進し、明治29年（1896年）に桐生町立織物学校が開校した。明治31年（1898年）に桐生物産同業組合と改称、明治38年（1905年）に桐生織物同業組合となったが、太平洋戦争の開戦によって生産が縮小されたことで、昭和17年（1942年）に桐生織物工業組合に統合され解散するに至った。戦時中は県内の各織物工業組合は群馬県織物工業統制組合に統合された。
終戦後は、供出を免れた織機を整備して業界の再建が進められ、織物会館にて桐生織物転廃業者復興大会を開催し、復興に向けて本格的な活動が開始された。再び地域ごとに組合が分立し、昭和21年（1946年）に桐生織物工業統制組合、桐生織物工業施設組合、昭和22年（1947年）に桐生織物工業協同組合と移り変わり、昭和24年（1949年）9月には桐生織物協同組合が発足し、昭和26年（1951年）7月に桐生着尺織物協同組合と桐生帯地協同組合が発足。昭和27年（1952年）6月23日に産地一本化のため各組合が合併し桐生織物協同組合として再発足した。
桐生織物協同組合は、昭和30年（1955年）8月11日から、内地を主力とした桐生内地織物協同組合と、輸出を主力とした桐生織物協同組合の二組織に分かれた。桐生織物協同組合は、桐生織物会館での輸出織物見本市の開催、北アメリカ、中近東、東南アジア方面での海外見本市の開催によって、新市場の開拓に成功した。中東戦争による国際情勢の悪化や、アメリカ合衆国の対日繊維製品輸入制限政策などにより、桐生からの輸出量は減少し、業界は厳しい状況となったが、織物協同組合は設備の近代化や企業の集約化など業界の構造改善事業を推進して難局を乗り越え、次第に中近東やアフリカ向けの輸出が好調となった。昭和62年（1987年）4月1日から、桐生織物協同組合、桐生内地織物協同組合、桐生服地協同組合の三組合が合併し、新たに桐生織物協同組合が発足した。

## 桐生織物記念館

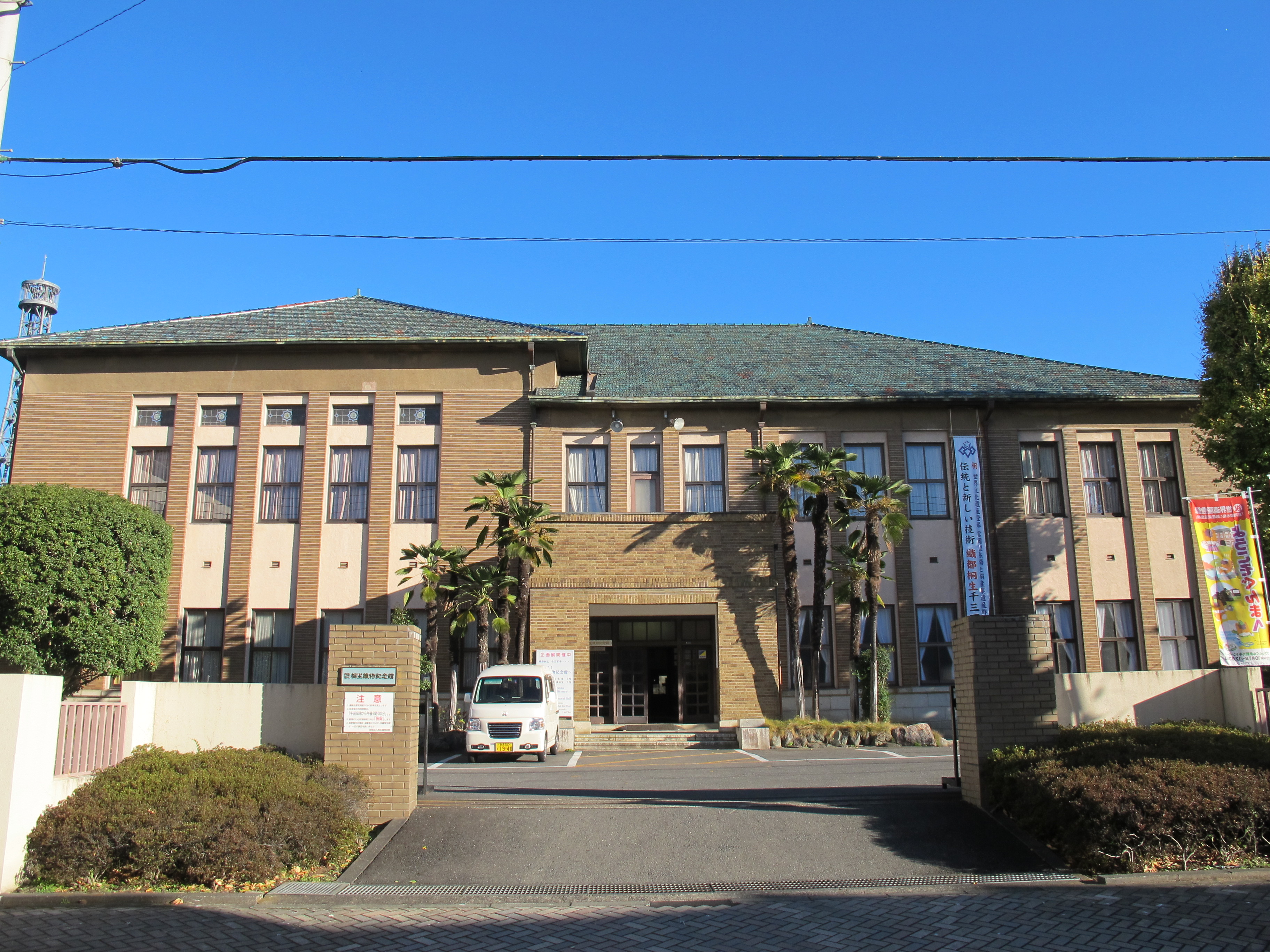
桐生織物記念館

旧館は桐生織物同業組合の事務所として昭和9年（1934年）5月から建設が開始され、同年11月に完成した。外壁はスクラッチタイル貼り、屋根は青緑色の瓦葺きであり、平成9年（1997年）5月7日に国の登録有形文化財となった。平成13年（2001年）に桐生織物記念館と改称し、平成19年（2007年）には、両毛織物近代化産業遺産群（優れた生産体制等により支えられる両毛地域の絹織物業の歩みを物語る近代化産業遺産群）の構成資産の一つとして近代化産業遺産に認定された。また、2015年4月24日、「かかあ天下－ぐんまの絹物語－」の構成文化財として日本遺産にも認定される。
旧館1階の「織匠の間」では、織機の展示や桐生織製品の販売を行なっている。桐生刺繍商工業協同組合、東日本編レース工業組合、桐生ものづくり協同組合（旧桐生繊維製品協同組合）が入居している。